# Tupuxuara
Tupuxuara je bio rod velikih, bezubih pterosaura pterodaktiloida s krestama.

## Vrste i klasifikacija
Alexander Kellner i Diógenes de Almeida Campos su opisali taj rod 1988. godine. Tipična vrsta je Tupuxuara longicristatus. Naziv roda odnosi se na duha-životinju vodiča iz mitologije naroda Tupi. Naziv vrste na latinskom jeziku znači "s dugom krestom".
Holotipni primjerak, MN 6591-V, pronađen je u kredskim stijenama formacije Santana u Brazilu. Sastoji se od njuške i nepotpunih kostiju krila. Zrele jedinke T. longicristatus imale su krestu koja se uzdizala od njuške prema natrag. Kasnije je pronađeno još fosilnog materijala, u kojem je prisutna znatna varijabilnost u pogledu morfologije. Neki istraživači to pripisuju varijabilnosti unutar vrste, kojoj su uzrok razlike u starosti i spolu. Međutim, drugi smatraju da su u pitanju ostaci dvije različite vrste.
Kellner je 1994. dao naziv drugoj vrsti: Tupuxuara leonardii. Naziv vrste dat joj je u čast Giuseppea Leonardija. Holotip je MN 6592-V, nepotpuna lubanja s krestom više kružnog oblika. Ostali slični ostaci također su priključeni vrsti T. leonardii. Dužina najvećih lubanja iznosila je 130 cm, što ukazuje na raspon krila od 5,5 m.
Mark Paul Witton je 2009. dao naziv trećoj vrsti: Tupuxuara deliridamus. Holotip je SMNK PAL 6410 - lubanja. Jedna druga lubanja predstavlja paratip: KPMNH DL 84. Naziv vrste izveden je iz latinskih riječi delirus ("lud" ili "bezuman") i adamas ("nepobjediv"); iz posljednje je također izvedena riječ "dijamant". Ta vrsta ima karakterističan otvor na lubanji u obliku dijamanta i niske očne šupljine, pa je njen naziv zapravo priznanje pjesmi "Shine On You Crazy Diamond" Pink Floyda, jednog od Wittonovih omiljenih sastava.
Tupuxuara je pripadnik grupe Azhdarchoidea. Kellner ju je priključio porodici Tapejaridae unutar Azhdarchoidea. Međutim, prema nekim analizama, Tupuxuara je bliža Azhdarchidaeima (grupi u koju spada i divovska vrsta iz Texasa, Quetzalcoatlus) nego rodu Tapejara i njezinim srodnicima. Predloženo je da je Tupuxuara bila ribojed i nastanjivala obale Južne Amerike. Među ostalim hipotezama je i mogućnost prehrane voćem.
Neodrasla jedinka koju su David Martill i Darren Naish sa sveučilišta u Portsmouthu opisali 2006. godine nije imala potpuno razvijenu krestu, što podržava mišljenje da je kresta bila znak spolne zrelosti.
Usporedbe među koštanim prstenima u očima kod roda Tupuxuara i današnjih ptica i gmazova ukazuje na to da je bila dnevna životinja.

## Vanjske poveznice
- BBC News, "Misterija letećih gmazova 'riješena'", 27. 7. 2006.
- Rekonstrukcija